# Autosom
En autosom är en kromosom som inte är en könskromosom, dvs. alla människans (och vissa anda organismers) kromosomer utom X-kromosomen och Y-kromosomen.
Autosomala kromosomer finns i samma uppsättning hos båda könen. Människan har 23 st kromosompar, varav 22 st är autosomala. De innehåller gener som bestämmer kroppslängd, ögonfärg, funktioner i olika organ m.m.   
Det 23:e kromosomparet bestämmer i huvudsak vilken kön barnet får.